# Fritz Aanes
Fritz Aanes (sinh ngày 20 tháng 7 năm 1978) là một đô vật Greco-Roman đến từ Narvik, Na Uy.
Tại Thế vận hội Mùa hè 2000, ông đã đạt hạng tư ở hạng cân 85 kg. Tuy nhiên sau đó, do ông sử dụng chất cấm là nandrolone nên đã bị cấm trong hai năm. Ông đã trở lại Thế vận hội Mùa hè 2000 ở hạng cân 84 kg, nhưng không có thành tích đáng kể.